# Premier district congressionnel du New Hampshire
Le 1er district congressionnel du New Hampshire couvre une partie du sud du New Hampshire et la partie orientale de l'État. Le district comprend des parties des comtés de Hillsborough, Rockingham, Merrimack, Grafton et Belknap ; et l'intégralité des comtés de Strafford et Carroll.
Le district comprend Manchester, la ville la plus peuplée du New Hampshire, et sa banlieue immédiate. La majeure partie de la population du district réside dans le Comté de Rockingham, qui comprend une grande partie de la Seacost Region. La partie nord du district, dans les comtés de Belknap, Carroll et Grafton, est beaucoup plus rurale.
Le district abrite l'Université du New Hampshire, la plus grande université de l'État. Certains des plus grands employeurs du district sont Fidelity Investments, J. Jill, Elliot Health System et le University System of New Hampshire. Il est actuellement représenté par le Démocrate Chris Pappas.
Le district est l'un des sept avec un indice CPVI de EVEN, ce qui signifie que le district vote presque de la même manière que l'électorat national. Il a également été identifié comme une circonscription de référence pour la présidence par le Sabato's Crystal Ball, ayant voté pour le vainqueur du Collège électoral lors des quatre dernières élections présidentielles en 2020.

## Histoire
Ce district est compétitif, avec un indice CPVI de EVEN. Jusqu'à 2022, la circonscription a changé de mains lors de six des huit dernières élections, le président sortant ayant perdu sa réélection dans cinq cas. Le Démocrate sortant Chris Pappas a réalisé un exploit notable en remportant sa réélection en 2020 dans cette circonscription.
Le district (2022-) comprend :
- La totalité du Comté de Belknap, à l'exception des villes de Center Harbor et de New Hampton

- Le Comté de Carroll, à l'exception des villes de Sandwich, Jackson et Albany

- Les communautés de Bedford, Goffstown, Manchester et Merrimack dans le Comté de Hillsborough

- La ville de Hooksett dans le Comté de Merrimack

- Le Comté de Rockingham, à l'exception des villes d'Atkinson, Deerfield, Northwood, Salem et Windham

- Le Comté de Strafford

## Historique de vote
| Année | Poste      | Résultats               |
| ----- | ---------- | ----------------------- |
| 2000  | Président  | Bush 49,0 % – 46,0 %    |
| 2004  | Président  | Bush 51,0 % – 48,0 %    |
| 2008  | Président  | Obama 52,8 % – 46,4 %   |
| 2012  | Président  | Obama 50,8 % – 49,1 %   |
| 2012  | Gouverneur | Hassan 53,0 % – 44,0 %  |
| 2014  | Gouverneur | Hassan 51,0 % – 49,0 %  |
| 2014  | Sénat      | Brown 51,0 % – 49,0 %   |
| 2016  | Président  | Trump 47,5 % – 45,9 %   |
| 2016  | Gouverneur | Sununu 50,0 % – 45,0 %  |
| 2016  | Sénat      | Ayotte 49,0 % – 47,0 %  |
| 2020  | Président  | Biden 52,2 % – 46,2 %   |
| 2020  | Governor   | Sununu 67,0 % – 32,0 %  |
| 2020  | Sénat      | Shaheen 56,0 % – 42,0 % |
| 2022  | Sénat      | Hassan 53,0 % – 45,0 %  |
| 2022  | Gouverneur | Sununu 58,0 % – 40,0 %  |

## Liste des Représentants du district
| Membre                          | Parti          | Années                            | Congrès     | Histoire électorale |
| ------------------------------- | -------------- | --------------------------------- | ----------- | --- |
| District établit le 4 mars 1847 |                |                                   |             | |
| Amos Tuck                       | Indépendent    | 4 mars 1847 - 3 mars 1849         | 30e - 32e   | Élu en 1847. Réélu en 1849. Réélu en 1851. Perd sa réélection. |
| Amos Tuck                       | Free Soil (en) | 4 mars 1849 - 3 mars 1851         | 30e - 32e   | Élu en 1847. Réélu en 1849. Réélu en 1851. Perd sa réélection. |
| Amos Tuck                       | Whig           | 4 mars 1851 - 3 mars 1853         | 30e - 32e   | Élu en 1847. Réélu en 1849. Réélu en 1851. Perd sa réélection. |
| George W. Kittredge (en)        | Démocrate      | 4 mars 1853 - 3 mars 1855         | 33e         | Élu en 1853. Perd sa réélection. |
| James Pike (en)                 | Know Nothing   | 4 mars 1855 - 3 mars 1857         | 33e         | Élu en 1855. Réélu en 1857. Retrait. |
| James Pike (en)                 | Républicain    | 4 mars 1857 - 3 mars 1859         | 33e         | Élu en 1855. Réélu en 1857. Retrait. |
| Gilman Marston (en)             | Républicain    | 4 mars 1859 - 3 mars 1863         | 36e , 37e   | Élu en 1895. Réélu en 1861. Retrait pour servir dans l'Armée de l'Union. |
| Daniel Marcy (en)               | Démocrate      | 4 mars 1863 - 3 mars 1865         | 38e         | Élu en 1865. Perd sa réélection. |
| Gilman Marston (en)             | Républicain    | 4 mars 1865 - 3 mars 1867         | 39e         | Élu en 1865. Perd sa réélection. |
| Jacob Hart Ela (en)             | Républicain    | 4 mars 1867 - 3 mars 1871         | 40e , 41e   | Élu en 1867. Réélu en 1869. Retrait. |
| Ellery Albee Hibbard (en)       | Démocrate      | 4 mars 1871 - 3 mars 1873         | 42e         | Élu en 1871. Perd sa réélection. |
| William B. Small (en)           | Républicain    | 4 mars 1873 - 3 mars 1875         | 43e         | Élu en 1873. Retrait. |
| Frank Jones (en)                | Démocrate      | 4 mars 1875 - 3 mars 1879         | 44e , 45e   | Élu en 1875. Réélu en 1877. Retrait. |
| Joshua G. Hall (en)             | Républicain    | 4 mars 1879 - 3 mars 1883         | 46e , 47e   | Élu en 1878. Réélu en 1880. Retrait. |
| Martin Alonzo Haynes (en)       | Républicain    | 4 mars 1883 - 3 mars 1887         | 48e ,49e    | Élu en 1882. Réélu en 1884. Perd sa réélection. |
| Luther F. McKinney (en)         | Démocrate      | 4 mars 1887 - 3 mars 1889         | 50e         | Élu en 1886. Perd sa réélection. |
| Alonzo Nute (en)                | Républicain    | 4 mars 1889 - 3 mars 1891         | 51e         | Élu en 1888. Retrait pour se présenter comme Gouverneur du New Hampshire. |
| Luther F. McKinney (en)         | Démocrate      | 4 mars 1891 - 3 mars 1893         | 52e         | Élu en 1890. Retrait pour se présenter comme Gouverneur du New Hampshire. |
| Henry W. Blair (en)             | Républicain    | 4 mars 1893 - 3 mars 1895         | 53e         | Élu en 1892. Retrait. |
| Cyrus A. Sulloway (en)          | Républicain    | 4 mars 1895 - 3 mars 1913         | 54e - 62e   | Élu en 1894. Réélu en 1896. Réélu en 1898. Réélu en 1900. Réélu en 1902. Réélu en 1904. Réélu en 1906. Réélu en 1908. Réélu en 1910. Perd sa réélection.                                                     |
| Eugene Elliott Reed (en)        | Démocrate      | 4 mars 1913 - 3 mars 1915         | 63e         | Élu en 1912. Perd sa réélection. |
| Cyrus A. Sulloway (en)          | Républicain    | 4 mars 1915 - 11 mars 1917        | 64e , 65e   | Élu en 1914. Réélu en 1916. Décès. |
| Vacant                          | Vacant         | 11 mars 1917 - 29 mai 1917        | 65e         | |
| Sherman Everett Burroughs (en)  | Républicain    | 29 mai 1917 - 27 janvier 1923     | 65e - 67e   | Élu pour terminer le mandat de Sulloway. Réélu en 1918. Réélu en 1920. Retrait et décède avant le début du mandat suivant.                                                                                   |
| Vacant                          | Vacant         | 27 janvier 1923 - 3 mars 1923     | 67e         | |
| William Nathaniel Rogers (en)   | Démocrate      | 4 mars 1923 - 3 mars 1925         | 68e         | Élu en 1922. Perd sa réélection. |
| Fletcher Hale (en)              | Républicain    | 4 mars 1925 - 22 octobre 1931     | 69e - 72e   | Élu en 1924. Réélu en 1926. Réélu en 1928. Réélu en 1930. Décès. |
| Vacant                          | Vacant         | 22 octobre 1931 - 5 janvier 1932  | 72e         | |
| William Nathaniel Rogers (en)   | Démocrate      | 5 janvier 1932 - 3 janvier 1937   | 72e - 74e   | Élu pour terminer le mandat de Hale. Réélu en 1934. Retrait pour se présenter comme Sénateur des États-Unis.                                                                                                 |
| Arthur B. Jenks (en)            | Républicain    | 3 janvier 1937 - 9 juin 1938      | 75e         | Élu en 1936. Perd la contestation de son élection. |
| Alphonse Roy (en)               | Démocrate      | 9 juin 1938 - 3 janvier 1939      | 75e         | Remporte la contestation de l'élection de Jenks. Perd sa réélection. |
| Arthur B. Jenks (en)            | Républicain    | 3 janvier 1939 - 3 janvier 1943   | 76e , 77e   | Élu en 1938. Réélu en 1940. Perd sa renomination. |
| Chester Earl Merrow (en)        | Républicain    | 3 janvier 1943 - 3 janvier 1963   | 78e - 87e   | Élu en 1942. Réélu en 1944. Réélu en 1946. Réélu en 1948. Réélu en 1950. Réélu en 1952. Réélu en 1954. Réélu en 1956. Réélu en 1958. Réélu en 1960. Retrait pour se présenter comme Sénateur des États-Unis. |
| Louis C. Wyman (en)             | Républicain    | 3 janvier 1963 - 3 janvier 1965   | 88e         | Élu en 1962. Perd sa réélection. |
| Joseph Oliva Huot (en)          | Démocrate      | 3 janvier 1965 - 3 janvier 1967   | 89e         | Élu en 1964. Perd sa réélection. |
| Louis C. Wyman (en)             | Républicain    | 3 janvier 1967 - 31 décembre 1974 | 90e - 93e   | Élu en 1966. Réélu en 1968. Réélu en 1970. Réélu en 1972. Retrait pour se présenter comme Sénateur des États-Unis et démissionne lorsque désigné.                                                            |
| Vacant                          | Vacant         | 31 décembre 1974 - 3 janvier 1975 | 93e         | |
| Norman D'Amours                 | Démocrate      | 3 janvier 1975 - 3 janvier 1985   | 94e - 98e   | Élu en 1974. Réélu en 1976. Réélu en 1978. Réélu en 1980. Réélu en 1982. Retrait pour se présenter comme Sénateur des États-Unis.                                                                            |
| Bob Smith (en)                  | Républicain    | 3 janvier 1985 - 7 décembre 1990  | 99e - 101e  | Élu en 1984. Réélu en 1986. Réélu en 1988. Retrait pour se présenter comme Sénateur des États-Unis. Démissionne lorsque désigné Sénateur des États-Unis.                                                     |
| Vacant                          | Vacant         | 7 décembre 1990 - 3 janvier 1991  | 101e        | |
| Bill Zeliff (en)                | Républicain    | 3 janvier 1991 - 3 janvier 1997   | 102e - 104e | Élu en 1990. Réélu en 1992. Réélu en 1994. Retrait pour se présenter comme Gouverneur du New Hampshire. |
| John E. Sununu                  | Républicain    | 3 janvier 1997 - 3 janvier 2003   | 105e - 107e | Élu en 1996. Réélu en 1998. Réélu en 2000. Retrait pour se présenter comme Sénateur des États-Unis. |
| Jeb Bradley (en)                | Républicain    | 3 janvier 2003 - 3 janvier 2007   | 108e , 109e | Élu en 2002. Réélu en 2004. Perd sa réélection. |
| Carol Shea-Porter               | Démocrate      | 3 janvier 2007 - 3 janvier 2011   | 110e , 111e | Élue en 2006. Réélue en 2008. Perd sa réélection. |
| Frank Guinta                    | Républicain    | 3 janvier 2011 - 3 janvier 2013   | 112e        | Élu en 2010. Perd sa réélection. |
| Carol Shea-Porter               | Démocrate      | 3 janvier 2013 - 3 janvier 2015   | 113e        | Élue en 2012. Perd sa réélection. |
| Frank Guinta                    | Républicain    | 3 janvier 2015 - 3 janvier 2017   | 114e        | Élu en 2014. Perd sa réélection. |
| Carol Shea-Porter               | Démocrate      | 3 janvier 2017 - 3 janvier 2019   | 115e        | Élue en 2016. Retrait. |
| Chris Pappas                    | Démocrate      | 3 janvier 2019 - Présent          | 116e - 119e | Élu en 2018. Réélu en 2020. Réélu en 2022. Réélu en 2024. Retrait pour se présenter comme Sénateur des États-Unis.                                                                                           |

## Résultats des récentes élections
Voici les résultats des dix précédents cycles électoraux dans le district.

## Frontières historique du district

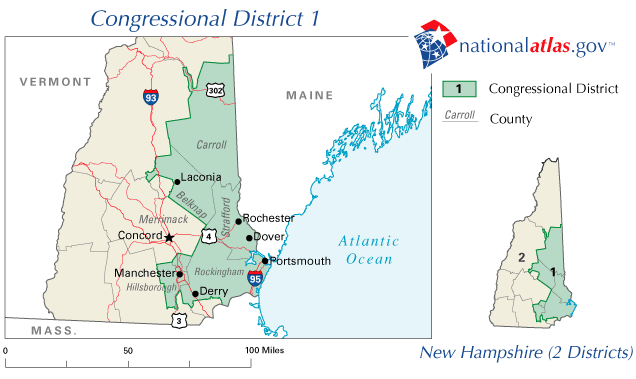
2003 - 2013

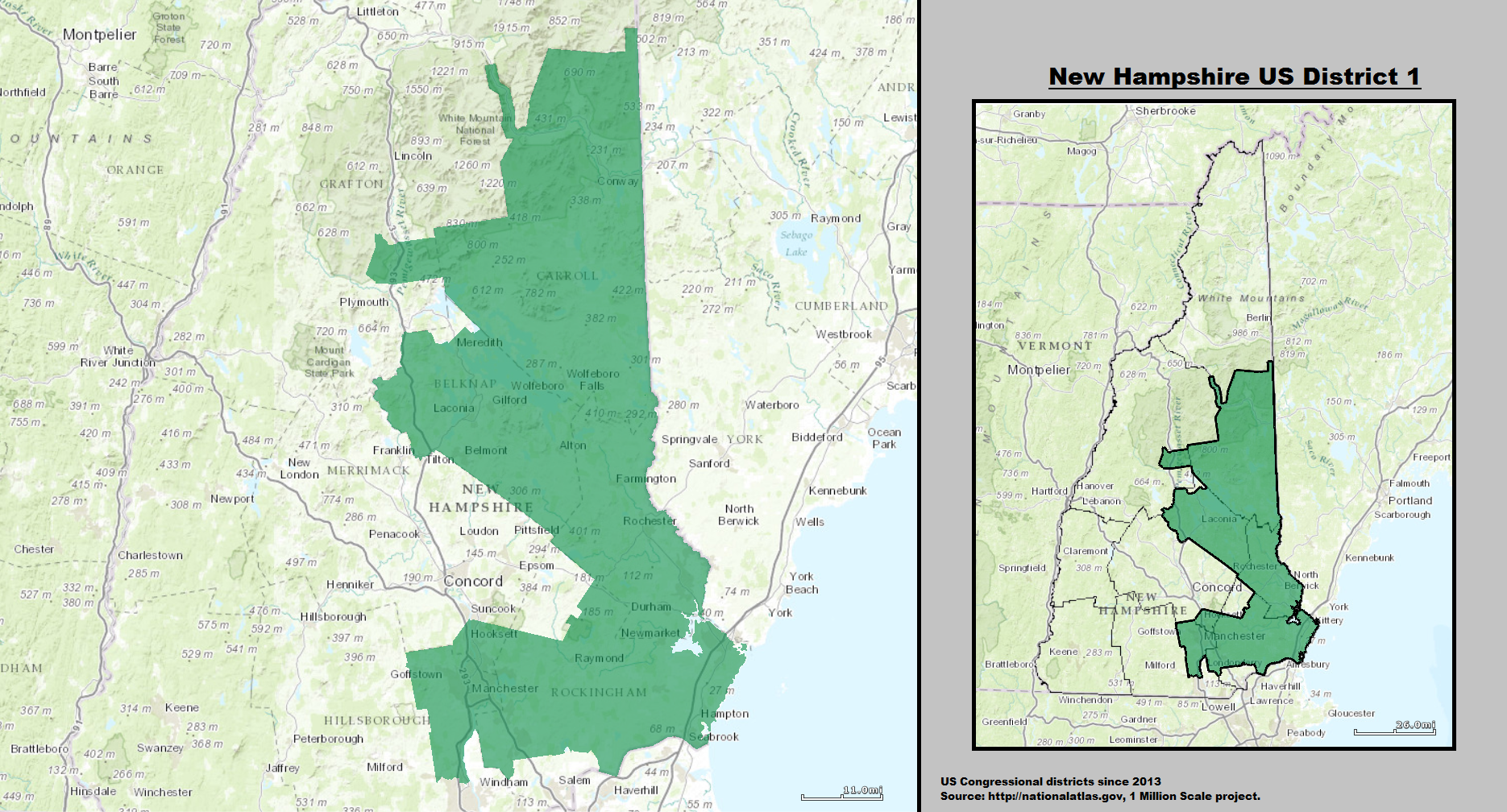
2013 - 2023

### 2004
| Élection de 2004 du 1er district congressionnel du New Hampshire | Élection de 2004 du 1er district congressionnel du New Hampshire | Élection de 2004 du 1er district congressionnel du New Hampshire | Élection de 2004 du 1er district congressionnel du New Hampshire | Élection de 2004 du 1er district congressionnel du New Hampshire |
| ---------------------------------------------------------------- | ---------------------------------------------------------------- | ---------------------------------------------------------------- | ---------------------------------------------------------------- | ---------------------------------------------------------------- |
| Parti                                                            | Parti                                                            | Candidat                                                         | Votes                                                            | %                                                                |
|                                                                  | Républicain                                                      | Jeb Bradley (en) (sortant)                                       | 204 836                                                          | 63,3                                                             |
|                                                                  | Démocrate                                                        | Justin Nadeau                                                    | 118 226                                                          | 36,6                                                             |
| Total des votes                                                  | Total des votes                                                  | Total des votes                                                  | 323 372                                                          | 100 %                                                            |
|                                                                  | Les Républicains conservent                                      |                                                                  |                                                                  |                                                                  |

### 2006
| Élection de 2006 du 1er district congressionnel du New Hampshire | Élection de 2006 du 1er district congressionnel du New Hampshire | Élection de 2006 du 1er district congressionnel du New Hampshire | Élection de 2006 du 1er district congressionnel du New Hampshire | Élection de 2006 du 1er district congressionnel du New Hampshire |
| ---------------------------------------------------------------- | ---------------------------------------------------------------- | ---------------------------------------------------------------- | ---------------------------------------------------------------- | ---------------------------------------------------------------- |
| Parti                                                            | Parti                                                            | Candidat                                                         | Votes                                                            | %                                                                |
|                                                                  | Démocrate                                                        | Carol Shea-Porter                                                | 100 691                                                          | 51,3                                                             |
|                                                                  | Républicain                                                      | Jeb Bradley (en) (sortant)                                       | 95 527                                                           | 48,6                                                             |
| Total des votes                                                  | Total des votes                                                  | Total des votes                                                  | 196 377                                                          | 100 %                                                            |
|                                                                  | Les Démocrates prennent aux Républicains                         |                                                                  |                                                                  |                                                                  |

### 2008
| Élection de 2008 du 1er district congressionnel du New Hampshire | Élection de 2008 du 1er district congressionnel du New Hampshire | Élection de 2008 du 1er district congressionnel du New Hampshire | Élection de 2008 du 1er district congressionnel du New Hampshire | Élection de 2008 du 1er district congressionnel du New Hampshire |
| ---------------------------------------------------------------- | ---------------------------------------------------------------- | ---------------------------------------------------------------- | ---------------------------------------------------------------- | ---------------------------------------------------------------- |
| Parti                                                            | Parti                                                            | Candidat                                                         | Votes                                                            | %                                                                |
|                                                                  | Démocrate                                                        | Carol Shea-Porter (sortante)                                     | 176 435                                                          | 51,8                                                             |
|                                                                  | Républicain                                                      | Jeb Bradley (en)                                                 | 156 338                                                          | 45,9                                                             |
|                                                                  | Libertarien                                                      | Robert Kingsbury                                                 | 8 100                                                            | 2,4                                                              |
| Total des votes                                                  | Total des votes                                                  | Total des votes                                                  | 340 873                                                          | 100 %                                                            |
|                                                                  | Les Démocrates conservent                                        |                                                                  |                                                                  |                                                                  |

### 2010
| Élection de 2010 du 1er district congressionnel du New Hampshire | Élection de 2010 du 1er district congressionnel du New Hampshire | Élection de 2010 du 1er district congressionnel du New Hampshire | Élection de 2010 du 1er district congressionnel du New Hampshire | Élection de 2010 du 1er district congressionnel du New Hampshire |
| ---------------------------------------------------------------- | ---------------------------------------------------------------- | ---------------------------------------------------------------- | ---------------------------------------------------------------- | ---------------------------------------------------------------- |
| Parti                                                            | Parti                                                            | Candidat                                                         | Votes                                                            | %                                                                |
|                                                                  | Républicain                                                      | Frank C. Guinta                                                  | 121 655                                                          | 54,0                                                             |
|                                                                  | Démocrate                                                        | Carol Shea-Porter (sortante)                                     | 95 503                                                           | 42,4                                                             |
|                                                                  | Libertarien                                                      | Philip Hodson                                                    | 7 966                                                            | 3,5                                                              |
| Total des votes                                                  | Total des votes                                                  | Total des votes                                                  | 225 124                                                          | 100 %                                                            |
|                                                                  | Les Républicains prennent aux Démocrates                         |                                                                  |                                                                  |                                                                  |

### 2012
| Élection de 2012 du 1er district congressionnel du New Hampshire | Élection de 2012 du 1er district congressionnel du New Hampshire | Élection de 2012 du 1er district congressionnel du New Hampshire | Élection de 2012 du 1er district congressionnel du New Hampshire | Élection de 2012 du 1er district congressionnel du New Hampshire |
| ---------------------------------------------------------------- | ---------------------------------------------------------------- | ---------------------------------------------------------------- | ---------------------------------------------------------------- | ---------------------------------------------------------------- |
| Parti                                                            | Parti                                                            | Candidat                                                         | Votes                                                            | %                                                                |
|                                                                  | Démocrate                                                        | Carol Shea-Porter                                                | 171 650                                                          | 49,7                                                             |
|                                                                  | Républicain                                                      | Frank C. Guinta (sortant)                                        | 158 659                                                          | 46,0                                                             |
|                                                                  | Libertarien                                                      | Brendan Kelly                                                    | 14 521                                                           | 4,2                                                              |
|                                                                  | Write-In                                                         | Write-In                                                         | 192                                                              | 0,1                                                              |
| Total des votes                                                  | Total des votes                                                  | Total des votes                                                  | 345 022                                                          | 100 %                                                            |
|                                                                  | Les Démocrates prennent aux Républicains                         |                                                                  |                                                                  |                                                                  |

### 2014
| Élection de 2014 du 1er district congressionnel du New Hampshire | Élection de 2014 du 1er district congressionnel du New Hampshire | Élection de 2014 du 1er district congressionnel du New Hampshire | Élection de 2014 du 1er district congressionnel du New Hampshire | Élection de 2014 du 1er district congressionnel du New Hampshire |
| ---------------------------------------------------------------- | ---------------------------------------------------------------- | ---------------------------------------------------------------- | ---------------------------------------------------------------- | ---------------------------------------------------------------- |
| Parti                                                            | Parti                                                            | Candidat                                                         | Votes                                                            | %                                                                |
|                                                                  | Républicain                                                      | Frank C. Guinta                                                  | 125 508                                                          | 51,7                                                             |
|                                                                  | Démocrate                                                        | Carol Shea-Porter (sortante)                                     | 116 769                                                          | 48,1                                                             |
|                                                                  | Write-In                                                         | Write-In                                                         | 459                                                              | 0,2                                                              |
| Total des votes                                                  | Total des votes                                                  | Total des votes                                                  | 242 736                                                          | 100 %                                                            |
|                                                                  | Les Républicains prennent aux Démocrates                         |                                                                  |                                                                  |                                                                  |

### 2016
| Élection de 2016 du 1er district congressionnel du New Hampshire | Élection de 2016 du 1er district congressionnel du New Hampshire | Élection de 2016 du 1er district congressionnel du New Hampshire | Élection de 2016 du 1er district congressionnel du New Hampshire | Élection de 2016 du 1er district congressionnel du New Hampshire |
| ---------------------------------------------------------------- | ---------------------------------------------------------------- | ---------------------------------------------------------------- | ---------------------------------------------------------------- | ---------------------------------------------------------------- |
| Parti                                                            | Parti                                                            | Candidat                                                         | Votes                                                            | %                                                                |
|                                                                  | Démocrate                                                        | Carol Shea-Porter                                                | 162 080                                                          | 44,3                                                             |
|                                                                  | Républicain                                                      | Frank C. Guinta (sortant)                                        | 157 176                                                          | 42,9                                                             |
|                                                                  | Indépendant                                                      | Shawn O'Connor                                                   | 34 735                                                           | 9,5                                                              |
|                                                                  | Indépendant                                                      | Brendan Kelly                                                    | 6 074                                                            | 1,7                                                              |
|                                                                  | Libertarien                                                      | Robert Lombardo                                                  | 5 507                                                            | 1,5                                                              |
|                                                                  | Write-In                                                         | Write-In                                                         | 412                                                              | 0,1                                                              |
| Total des votes                                                  | Total des votes                                                  | Total des votes                                                  | 365 984                                                          | 100 %                                                            |
|                                                                  | Les Démocrates prennent aux Républicains                         |                                                                  |                                                                  |                                                                  |

### 2018
| Élection de 2018 du 1er district congressionnel du New Hampshire | Élection de 2018 du 1er district congressionnel du New Hampshire | Élection de 2018 du 1er district congressionnel du New Hampshire | Élection de 2018 du 1er district congressionnel du New Hampshire | Élection de 2018 du 1er district congressionnel du New Hampshire |
| ---------------------------------------------------------------- | ---------------------------------------------------------------- | ---------------------------------------------------------------- | ---------------------------------------------------------------- | ---------------------------------------------------------------- |
| Parti                                                            | Parti                                                            | Candidat                                                         | Votes                                                            | %                                                                |
|                                                                  | Démocrate                                                        | Chris Pappas                                                     | 155 884                                                          | 53,6                                                             |
|                                                                  | Républicain                                                      | Eddie Edwards                                                    | 130 996                                                          | 45,0                                                             |
|                                                                  | Libertarien                                                      | Dan Belforti                                                     | 4 048                                                            | 1,4                                                              |
|                                                                  | Write-In                                                         | Write-In                                                         | 111                                                              | 0,0                                                              |
| Total des votes                                                  | Total des votes                                                  | Total des votes                                                  | 291 039                                                          | 100 %                                                            |
|                                                                  | Les Démocrates conservent                                        |                                                                  |                                                                  |                                                                  |

### 2020
| Élection de 2020 du 1er district congressionnel du New Hampshire | Élection de 2020 du 1er district congressionnel du New Hampshire | Élection de 2020 du 1er district congressionnel du New Hampshire | Élection de 2020 du 1er district congressionnel du New Hampshire | Élection de 2020 du 1er district congressionnel du New Hampshire |
| ---------------------------------------------------------------- | ---------------------------------------------------------------- | ---------------------------------------------------------------- | ---------------------------------------------------------------- | ---------------------------------------------------------------- |
| Parti                                                            | Parti                                                            | Candidat                                                         | Votes                                                            | %                                                                |
|                                                                  | Démocrate                                                        | Chris Pappas (sortant)                                           | 205 606                                                          | 51,32                                                            |
|                                                                  | Républicain                                                      | Matt Mowers                                                      | 185 159                                                          | 46,21                                                            |
|                                                                  | Libertarien                                                      | Zachary Dumont                                                   | 9 747                                                            | 2,43                                                             |
|                                                                  | Write-In                                                         | Write-In                                                         | 149                                                              | 0,04                                                             |
| Total des votes                                                  | Total des votes                                                  | Total des votes                                                  | 400 661                                                          | 100 %                                                            |
|                                                                  | Les Démocrates conservent                                        |                                                                  |                                                                  |                                                                  |

### 2022
| Primaire Démocrate de 2022 du 1er district congressionnel du New Hampshire | Primaire Démocrate de 2022 du 1er district congressionnel du New Hampshire | Primaire Démocrate de 2022 du 1er district congressionnel du New Hampshire | Primaire Démocrate de 2022 du 1er district congressionnel du New Hampshire | Primaire Démocrate de 2022 du 1er district congressionnel du New Hampshire |
| -------------------------------------------------------------------------- | -------------------------------------------------------------------------- | -------------------------------------------------------------------------- | -------------------------------------------------------------------------- | -------------------------------------------------------------------------- |
| Parti                                                                      | Parti                                                                      | Candidat                                                                   | Votes                                                                      | %                                                                          |
|                                                                            | Démocrate                                                                  | Chris Pappas (sortant)                                                     | 2 830                                                                      | 100                                                                        |
|                                                                            | Write-In                                                                   |                                                                            |                                                                            |                                                                            |

| Primaire Républicaine de 2022 du 1er district congressionnel du New Hampshire | Primaire Républicaine de 2022 du 1er district congressionnel du New Hampshire | Primaire Républicaine de 2022 du 1er district congressionnel du New Hampshire | Primaire Républicaine de 2022 du 1er district congressionnel du New Hampshire | Primaire Républicaine de 2022 du 1er district congressionnel du New Hampshire |
| ----------------------------------------------------------------------------- | ----------------------------------------------------------------------------- | ----------------------------------------------------------------------------- | ----------------------------------------------------------------------------- | ----------------------------------------------------------------------------- |
| Parti                                                                         | Parti                                                                         | Candidat                                                                      | Votes                                                                         | %                                                                             |
|                                                                               | Républicain                                                                   | Karoline Leavitt                                                              | 25 918                                                                        | 34,4                                                                          |
|                                                                               | Républicain                                                                   | Matt Mowers                                                                   | 18 946                                                                        | 25,2                                                                          |
|                                                                               | Républicain                                                                   | Gail Huff Brown                                                               | 12 921                                                                        | 17,2                                                                          |
|                                                                               | Républicain                                                                   | Russell Prescott                                                              | 7 542                                                                         | 10,0                                                                          |
|                                                                               | Républicain                                                                   | Tim Baxter                                                                    | 6 953                                                                         | 9,2                                                                           |
|                                                                               | Républicain                                                                   | Mary Maxwell                                                                  | 676                                                                           | 0,9                                                                           |
|                                                                               | Républicain                                                                   | Kevin Rondeau                                                                 | 605                                                                           | 0,8                                                                           |
|                                                                               | Républicain                                                                   | Gilead Towne                                                                  | 534                                                                           | 0,7                                                                           |
|                                                                               | Républicain                                                                   | Mark Kilbane                                                                  | 345                                                                           | 0,5                                                                           |
|                                                                               | Républicain                                                                   | Tom Alciere                                                                   | 341                                                                           | 0,4                                                                           |

| Élection de 2022 du 1er district congressionnel du New Hampshire | Élection de 2022 du 1er district congressionnel du New Hampshire | Élection de 2022 du 1er district congressionnel du New Hampshire | Élection de 2022 du 1er district congressionnel du New Hampshire | Élection de 2022 du 1er district congressionnel du New Hampshire |
| ---------------------------------------------------------------- | ---------------------------------------------------------------- | ---------------------------------------------------------------- | ---------------------------------------------------------------- | ---------------------------------------------------------------- |
| Parti                                                            | Parti                                                            | Candidat                                                         | Votes                                                            | %                                                                |
|                                                                  | Démocrate                                                        | Chris Pappas (sortant)                                           | 167 391                                                          | 54,0                                                             |
|                                                                  | Républicain                                                      | Karoline Leavitt                                                 | 142 229                                                          | 45,9                                                             |
|                                                                  | Write-In                                                         | Write-In                                                         | 342                                                              | 0,1                                                              |
| Total des votes                                                  | Total des votes                                                  | Total des votes                                                  | 309 962                                                          | 100 %                                                            |
|                                                                  | Les Démocrates conservent                                        |                                                                  |                                                                  |                                                                  |

### 2024
| Primaire Démocrate de 2024 du 1er district congressionnel du New Hampshire | Primaire Démocrate de 2024 du 1er district congressionnel du New Hampshire | Primaire Démocrate de 2024 du 1er district congressionnel du New Hampshire | Primaire Démocrate de 2024 du 1er district congressionnel du New Hampshire | Primaire Démocrate de 2024 du 1er district congressionnel du New Hampshire |
| -------------------------------------------------------------------------- | -------------------------------------------------------------------------- | -------------------------------------------------------------------------- | -------------------------------------------------------------------------- | -------------------------------------------------------------------------- |
| Parti                                                                      | Parti                                                                      | Candidat                                                                   | Votes                                                                      | %                                                                          |
|                                                                            | Démocrate                                                                  | Chris Pappas (sortant)                                                     | 54 927                                                                     | 94,8                                                                       |
|                                                                            | Démocrate                                                                  | Kevin Rondeau                                                              | 2783                                                                       | 4,8                                                                        |
|                                                                            | Write-In                                                                   | Write-In                                                                   | 209                                                                        | 0,4                                                                        |

| Primaire Républicaine de 2024 du 1er district congressionnel du New Hampshire | Primaire Républicaine de 2024 du 1er district congressionnel du New Hampshire | Primaire Républicaine de 2024 du 1er district congressionnel du New Hampshire | Primaire Républicaine de 2024 du 1er district congressionnel du New Hampshire | Primaire Républicaine de 2024 du 1er district congressionnel du New Hampshire |
| ----------------------------------------------------------------------------- | ----------------------------------------------------------------------------- | ----------------------------------------------------------------------------- | ----------------------------------------------------------------------------- | ----------------------------------------------------------------------------- |
| Parti                                                                         | Parti                                                                         | Candidat                                                                      | Votes                                                                         | %                                                                             |
|                                                                               | Républicain                                                                   | Russell Prescott                                                              | 17 408                                                                        | 26,0                                                                          |
|                                                                               | Républicain                                                                   | Hollie Noveletsky                                                             | 15 896                                                                        | 23,7                                                                          |
|                                                                               | Républicain                                                                   | Joseph Kelly Levasseru                                                        | 15 418                                                                        | 23,0                                                                          |
|                                                                               | Républicain                                                                   | Christian Bright                                                              | 8733                                                                          | 13,0                                                                          |
|                                                                               | Républicain                                                                   | Walter McFarlane III                                                          | 5421                                                                          | 8,1                                                                           |
|                                                                               | Républicain                                                                   | Max Abramson                                                                  | 2180                                                                          | 3,3                                                                           |
|                                                                               | Républicain                                                                   | Andy Martin                                                                   | 1563                                                                          | 2,3                                                                           |
|                                                                               | Write-In                                                                      | Write-In                                                                      | 417                                                                           | 0,6                                                                           |

| Élection de 2024 du 1er district congressionnel du New Hampshire | Élection de 2024 du 1er district congressionnel du New Hampshire | Élection de 2024 du 1er district congressionnel du New Hampshire | Élection de 2024 du 1er district congressionnel du New Hampshire | Élection de 2024 du 1er district congressionnel du New Hampshire |
| ---------------------------------------------------------------- | ---------------------------------------------------------------- | ---------------------------------------------------------------- | ---------------------------------------------------------------- | ---------------------------------------------------------------- |
| Parti                                                            | Parti                                                            | Candidat                                                         | Votes                                                            | %                                                                |
|                                                                  | Démocrate                                                        | Chris Pappas (sortant)                                           | 218 577                                                          | 54,00                                                            |
|                                                                  | Républicain                                                      | Russell Prescott                                                 | 185 936                                                          | 45,93                                                            |
|                                                                  | Write-In                                                         | Write-In                                                         | 295                                                              | 0,07                                                             |
| Total des votes                                                  | Total des votes                                                  | Total des votes                                                  | 404 808                                                          | 100 %                                                            |
|                                                                  | Les Démocrates conservent                                        |                                                                  |                                                                  |                                                                  |